# شلدون گارون
شلدون گارون (انگلیسی: Sheldon Garon؛ زادهٔ ۱۷ دسامبر ۱۹۵۱) استاد تاریخ ژاپن در دانشگاه پرینستون اهل ایالات متحده آمریکا است.